# James W. Douglas
James Walter Douglas (Quebec, Canadá, 4 de noviembre de 1837 - Nueva York, Estados Unidos, 25 de junio de 1918) fue un ingeniero de minas y hombre de negocios canadiense, filántropo, catedrático, que introdujo una serie de innovaciones metalúrgicas en la minería del cobre, y amasó una fortuna a través de la industria minera del cobre y ferroviaria en Bisbee Arizona y Nacozari en Sonora, México, a finales del siglo XIX y principios del siglo XX. La población de Douglas Arizona, tomó su nombre por James.

## Origen y primeros años
James Walter F. Douglas Jr. fue hijo de James Douglas Sr.,  médico originario de Escocia, y director del Beauport Lunatic Asylum. Su madre, Elizabeth Ferguson, también era originaria de Escocia.

James Douglas inicialmente eligió una carrera diferente a la de su padre, estudiando teología para convertirse en ministro en la Iglesia Presbiteriana. Estudió en el Queen's College Delaware Kingston de 1856 a 1858, donde se graduó con la intención de convertirse en ministro, pero nunca fue ordenado. Al final de sus estudios de teología, Douglas tuvo dudas:
"Cuando obtuve la licencia para enseñar, mi fe en Cristo era más fuerte pero mi fe en el cristianismo denominacional era tan débil que no podía firmar la Confesión de Fe y por lo tanto Nunca fui ordenado." 
Se le concedió una licencia para predicar, pero no llegó a ser ministro ordenado. Este secularismo permaneció con Douglas toda su vida. Fue el principal responsable de convertir a Queen's en una universidad no confesional cuando se asoció como rector en 1912.
Luego continuó sus estudios en la Universidad de Edimburgo. Durante varios años participó como profesor de química en Morrin College, provincia de Canadá, y en 1864 se convirtió en director gerente de Harvey Hill Copper Company en la provincia de Canadá. En 1875, se trasladó a los Estados Unidos para hacerse cargo de la fábrica de cobre en Phoenixville, Pensilvania. 
El padre de James, era miembro del Royal College of Surgeons. Se había ganado la reputación de ser el cirujano más rápido de la ciudad, capaz de realizar una amputación en menos de un minuto. El padre de Douglas transmitió su sede de aventuras a su hijo, llevándolo a numerosas expediciones a Egipto y al Imperio Otomano a mediados del siglo XIX. De estos viajes trajeron varias momias y las vendió a museos de Estados Unidos. Luego se descubrió que uno de estos, vendido en las Cataratas del Niágara, era el cadáver de Ramsés I.
En la década de 1860, Douglas ayudó a su padre en el Beauport Asylum, mientras estudiaba la carrera de medicina. Trabajó como bibliotecario en la Sociedad Literaria e Histórica de Quebec, y más tarde se convirtió en el presidente más joven en la historia de la Sociedad. Allí, se presentaron numerosas conferencias a los miembros de la Sociedad, la primera sobre jeroglíficos y momias egipcias, y posteriores artículos sobre cuestiones mineras y geológicas.
Este interés por la minería y la geología finalmente suplantó su interés por la medicina y Douglas se embarcó en una tercera carrera. En la década de 1860, el fiasco financiero de su padre al invertir en la mina de cobre Harvey Hill, provincia de Canadá, le brindó a Douglas la oportunidad de salvar la fortuna familiar al encontrar una manera de hacer que la mina fuera rentable (que nunca lo fue). En 1869, los experimentos científicos de Douglas con la ayuda del Dr. Thomas Sterry Hunt de la Universidad Laval lo llevaron a un descubrimiento que cambiaría su vida. La operación Harvey Hill fracasó, aunque su proceso funcionó. Juntos elaboraron una patente para el proceso "Hunt and Douglas" de extracción de cobre de su mineral. Aunque Douglas no tenía educación formal en química, se lo consideraba lo suficientemente competente como para ocupar la cátedra de Química en el Morrin College de su ciudad natal, afiliado a la Universidad McGill, de 1871 a 1874. Sus conferencias nocturnas estaban entre las más populares en la historia de la Universidad.

## Invenciones relacionadas con la minería
Con Thomas Sterry Hunt, Douglas participó en muchos experimentos en la hidrometalurgia del cobre e ideó lo que se conoce como el proceso "Hunt-Douglas" (patentado en 1869) para extraer cobre de sus minerales. Douglas también fue el inventor de varias otras mejoras en la industria minera, que consisten en la invención para calcinar minerales (1884), un horno para calcinar minerales (1898), un proceso para extraer cobre del mineral de níquel-cuprífero (1892), un proceso para separar y recuperar cobre (1896) y un horno de fundición mejorado en 1897. 
A principios de la década de 1870, viajó a minas de cobre en Chile y Ore Knob, Carolina del Norte, para presentar el proceso Hunt & Douglas. En 1874, introdujo una mejora en el proceso Hunt-Douglas en el molino de cuarzo de J. Oscar Stewart en Georgetown, Colorado, para recuperar también plata. En 1890, contrató al joven Dr. LD Ricketts, uno de los metalúrgicos más brillantes de su generación, para introducir el proceso Hunt Douglas en Arizona. Luego, en poco más de una década, Douglas empleó investigación química en cada una de las principales operaciones de la compañía Phelps-Dodge en las minas de Arizona: Morenci, Globe, Bisbee y, más tarde en Tyrone, Nuevo México, dirigidos por un jefe químico en los laboratorios. de investigación de Phelps Dodge en el exterior. El énfasis del Dr. Douglas en la investigación química apoyado por Phelps Dodge fue uno de los primeros esfuerzos de este tipo en la industria minera. Es elogiado como defensor del intercambio abierto de ideas e innovaciones científicas y tecnológicas, especialmente durante los años secretos de la metalurgia del cobre del siglo XIX.

## Phelps Dodge y la mina Copper Queen
Las patentes de Douglas atrajeron la atención en los Estados Unidos y en 1875 dejó su puesto docente para trabajar como superintendente de Chemical Copper Company, Phoenixville, cerca de Filadelfia, Pensilvania, entonces un importante centro de la industria química. En 1883, después de que se incendiaran las instalaciones de Phoenixville, hizo su último traslado permanente al área de la ciudad de Nueva York para estar más cerca del centro financiero. Durante este período, también realizó trabajos de consultor minero, lo que lo llevó a campamentos mineros en todo el lejano Oeste. En 1880, Douglas fue reclutado por el profesor Benjamin Silliman Jr. de Yale (y accionista de Chemical Copper Company), para informar sobre la Detroit Copper Company Delaware Morenci, en Arizona, como un favor a Phelps Dodge and Company. Mientras trabajaba para Chemical Copper, Douglas tuvo la oportunidad de ver especímenes fabulosamente ricos de una mina en Bisbee, Arizona, conocida como la mina Copper Queen, cuyo yacimiento de bonanza había sido abierto por una empresa de San Francisco dos años antes. A sólo un día de viaje desde Morenci, Douglas visitó el otro reclamo y luego miró alrededor de los estrechos confines de Mule Canyon. Junto al Copper Queen estaba el reclamo de Atlanta, sobre el cual Douglas también informó para la empresa comercial de importación y exportación de Nueva York. Douglas instó a Phelps Dodge a optar por Detroit Copper Co. ($75,000) y comprar directamente el reclamo de Atlanta. Cuando se le preguntó si gestionaría las operaciones en Occidente como representante de Phelps Dodge, estuvo de acuerdo. A Douglas se le dio la opción de elegir entre una tarifa fija o un interés del diez por ciento sobre la propiedad por sus servicios, de los cuales eligió este último, decisión que posteriormente le hizo ganar una fortuna.
En 1885, Douglas ayudó a negociar la compra de Copper Queen para Phelps Dodge después de que Atlanta y Copper Queen golpearon el yacimiento de Atlanta, lo que resultó en la formación de Copper Queen Consolidated Mining Company, con Douglas como presidente y gerente general. Bajo Douglas, la mina Copper Queen en Bisbee, territorio de Arizona, se convirtió en una de las minas productoras de cobre más importantes del mundo. Su antigua oficina central (construida en 1896) es ahora el Museo Histórico y Minero de Bisbee.
Su profundo interés por el transporte y la minería se unieron en un ensayo que escribió en 1885 sobre "Características históricas y geográficas de los ferrocarriles de las Montañas Rocallosas", que detallaba las características geológicas de la tierra cerca de Union Pacific, Central Pacific, Denver y Río Grande, Sur Southern Pacífic, Atlantic Pacific, Pacífico Norte y Pacífico Canadiense. 

## Douglas, Arizona y la Corporación Phelps Dodge
A finales de la década de 1880 y principios de la década de 1990, con el éxito de Copper Queen y el respaldo de los socios de Phelps Dodge, el Dr. Douglas adquirió para ellos propiedades adicionales y construyó otras minas de cobre espectaculares, incluida la Detroit Copper Company en Morenci, Arizona, la Moctezuma Copper Company  en Nacozari, Sonora México, y las minas United Globe-Old Dominion en Globe Arizona. En 1905, la sociedad compró las vastas tierras carboníferas de Dawson, Nuevo México y organizó Stag Canyon Fuel Co. Los socios de Phelps Dodge lo nombraron presidente de cada una de las empresas operativas. Es importante destacar que reclutó a jóvenes ingenieros talentosos, incluidos sus hijos James y Walter, el Dr. LD Ricketts y Charles E. Mills, para gestionar el negocio en expansión. Cuando la compañía Copper Queen construyó una nueva fundición en los pisos al este de Bisbee, los fundadores de la ciudad fronteriza mexicana adyacente le pusieron el nombre de Douglas, Arizona.
En su búsqueda de tarifas de flete cada vez más baratas para los materiales, junto con el cobre saliente y en desacuerdo con las ofertas por los dos ferrocarriles actuales (AT & SF y Southern Pacific), Douglas lideró la construcción de ramales ferroviarios mineros a partir de 1888. Originalmente Arizona y South Eastern Ferrocarril, la línea fue primera a Fairbank y una conexión con AT&SF. Insatisfecho con su servicio, la carretera avanzó hasta un enlace con el SP en Benson. En 1900, Phelps Dodge encargó una fundición en la nueva ciudad de Douglas, Arizona y los rieles se extendieron hasta esa propiedad, así como desde sus propiedades al sur de la frontera en Nacozari en 1902. Nuevamente insatisfecho con las tarifas de flete ofrecidas por los grandes ferrocarriles, una línea La extensión se trasladó a El Paso, TX en 1904. En 1901, la línea se incorporó como El Paso and Southwestern Railroad y agregado El Paso and Northeastern Railroad en 1905, estableciendo un enlace ferroviario de 750 millas entre Rock Island en Tucumcari, Nuevo México y Líneas del Pacífico Sur en Tucson Arizona, vía El Paso y Douglas.
Con el fallecimiento de los miembros principales de la sociedad Phelps Dodge, la empresa se disolvió y fue reemplazada en 1908 por Phelps Dodge & Company, una sociedad tenedora de todas las propiedades subsidiarias. Douglas se convirtió en el primer presidente. Esta se reorganizó en 1917 como Phelps Dodge Corporation, y cada una de las compañías subsidiarias se convirtió en divisiones operativas. Douglas se convirtió en director ejecutivo, con su hijo Walter como presidente y ayudó a transformar la corporación en una empresa Fortune 500. Comenzó a reducir sus compromisos comerciales y profundizó más en la filantropía hasta su muerte en 1918, en su casa de Spuyten Durvil. Nueva York. James Douglas siempre fue conocido como Dr. Douglas o Prof. Douglas. 
A él se le atribuye el crecimiento económico e industrial, incluso se le nombra como el re-fundador de Nacozari de García, ya que adquirió propiedades y fundó la zona conocida como Placeritos. A él se le atribuye el crecimiento económico e industrial de Nacozari.
Su hijo, James S. Douglas Jr., o "Rawhide Jimmy" (1867-1949), dirigió las obras de Phelps Dodge en Nacazori antes de emprender el camino por su cuenta y construir una importante fortuna con la mina. United Verde Extension en Jerome, Arizona. Su mansión de Jerome está abierta al público como Parque Histórico Estatal Jerome. Walter Douglas siguió los pasos de su padre como gerente de Copper Queen, luego presidente y finalmente director ejecutivo de Phelps Dodge. El hijo de James S. Douglas Jr. (nieto del Dr. Douglas), Lewis Douglas, Fue elegido congresista estadounidense en representación de Arizona, sirvió en la administración del presidente Roosevelt y más tarde fue nombrado embajador en Gran Bretaña.

## Publicaciones y filantropía
Durante todo este tiempo, Douglas mantuvo un interés por la historia y el patrimonio canadiense. Escribió varios libros sobre el tema durante su vida, como son: Independencia canadiense, La vieja Francia en el Nuevo Mundo y Nueva Inglaterra y Nueva Francia: contrastes y paralelos en la historia colonial. Además de rescatar a la Queen's University de una crisis financiera con aproximadamente un millón de dólares de su propio bolsillo, Douglas también fundó allí la primera cátedra de Historia Colonial y Canadiense en 1910. También financió muchas bibliotecas, como la Biblioteca de Literatura y Sociedad Histórica de Quebec, donde los intereses de sus donaciones todavía se utilizan para comprar libros. Había construido y apoyado bibliotecas en cada uno de los principales campamentos mineros y ciudades fundidoras de Phelps Dodge.

## Filantropía médica
Douglas se dedicó a investigar los efectos de la radiación sobre el cáncer tras el tratamiento de su hija en Inglaterra. En 1911, para idear un método para producir radio de manera más económica, dirigió el laboratorio de investigación Phelps Dodge bajo la dirección del químico George Van Arsdale para experimentar con varios procesos para extraer radio de la carnotita. Douglas y el Dr. Howard Kelly, un ginecólogo y filántropo de Baltimore, Maryland , unieron fuerzas para suministrar radio en los Estados Unidos. En asociación con la Oficina de Minas de EE. UU., formaron el Instituto Nacional del Radio . 
Douglas también donó para varias causas médicas. En 1912, Douglas donó 100.000 dólares al General Memorial Hospital (que pasaría a ser conocido como Memorial Sloan Kettering Cancer Center) para la dotación de diez camas para trabajos de investigación clínica y el equipo para una planta de rayos X y un laboratorio clínico. 
En 1915, el Dr. Douglas, en colaboración con el Dr. James Ewing, ayudó a establecer un departamento de radio y sentar las bases de la radioterapia en los Estados Unidos.
También es de destacar el Hospital Douglas Delaware de Quebec. Esta institución prosiguió la causa que había retomado su padre, pionero en el tratamiento de la salud mental en Quebec. Las donaciones de Douglas ayudaron a mantener vivo el hospital durante los primeros años de la institución. Originalmente llamada "Hospital Protestante para Locos", la institución adoptó el nombre de Hospital Douglas en 1965 como homenaje a James Douglas Jr. y su padre.
En 1913, Douglas donó casi un millón de dólares en radio a la Universidad Johns Hopkins, ayudando a la investigación médica. 

## Reconocimientos
Fue miembro de varias sociedades técnicas o científicas y sirvió dos veces como presidente del Instituto Americano de Ingenieros de Minas, 1899-1900. Desde 1922, el Instituto Americano de Ingenieros Mineros, Metalúrgicos y Petroleros otorga anualmente la Medalla de Oro James Douglas en su memoria. Sus escritos sobre la industria del cobre son voluminosos. Fue un defensor del libre intercambio de información científica.
La Biblioteca Douglas de la Queen's University, Kingston, Ontario, lleva su nombre en su honor, al igual que el Douglas Hall de la Universidad McGill. El Dr. Douglas también otorgó una cátedra en la Universidad de Arizona, Tucson, y en 1940 la Phelps Dodge Corporation financió la construcción del Edificio Conmemorativo James Douglas para Minas y Metalurgia en la Universidad de Arizona. 
En 2018, el Ayuntamiento de Nacozari de García, Sonora, honró al Dr. Douglas al promulgar una ordenanza designando al Auditorio Municipal como "James Douglas". Esta resolución fue adoptada como homenaje póstumo en memoria del Dr. James Douglas en el centenario de su muerte.
El puente que conecta la ciudad de Empalme con Guaymas lleva su apellido desde 1934.

## Membresía profesional
James formó parte de las siguientes instituciones:
- Instituto Americano de Ingenieros de Minas
- Asociación para la Protección de las Adirondacks
- Instituto Norteamericano de Ingenieros Mecánicos y Mineros
- Instituto de Minería y Metalurgia
- Instituto del Hierro y el Acero
- Academia Estadounidense de Ciencias Políticas y Sociales
- El Blue Pencil Club del Estado de Nueva York

## Su obra
- Memorias de T. Sterry Hunt, FRS (1898)
- Discursos no técnicos sobre temas técnicos (1905)
- La vieja Francia en el Nuevo Mundo (1905)
- La influencia de los ferrocarriles de Estados Unidos y Canadá en la industria minera (1909)
- Diarios y reminiscencias de James Douglas, MD (1910)